# Taiga Ishikawa
Taiga Ishikawa (石川大我 Ishikawa Taiga?, 1974) es un político japonés y activista LGBT. Se convirtió en el primer político varón abiertamente gay en ganar unas elecciones en la historia de Japón cuando fue elegido en abril de 2011 para representar al distrito de Toshima en la Asamblea Metropolitana de Tokio.
Graduado por la Universidad Meiji Gakuin en derecho y nativo de Sugamo, previamente fue secretario de la presidenta del Partido Socialdemócrata, Mizuho Fukushima, y fundador de la organización de apoyo a los gays Peer Friends en 2004. Salió del armario en 2002 a los 28 años con su autobiografía, Boku no kareshi wa doko ni iru? («¿Dónde está mi novio?»). Desde entonces ha sido activo en el movimiento de derechos LGBT en Japón y ha aparecido en varias series, incluida Heart to Heart de la cadena NHK y ha participado en la Marcha del Orgullo Gay y Lésbico de Tokio. Ha colaborado asimismo en otro libro, Dōseiai-tte nani? (同性愛って何？, «¿Qué es la homosexualidad?»).

## Posiciones políticas

### Matrimonio homosexual
Ha ayudado a presionar al gobierno japonés para modificar el certificado que permite a los ciudadanos japoneses casarse con extranjeros nacionalizados del mismo sexo en países donde el matrimonio homosexual es legal. Está haciendo campaña para la creación de un registro municipal de parejas de hecho para Toshima, que daría acceso a  derechos de visita hospitalarios.

### Derecho al voto
Da soporte a extender el derecho de sufragio a nivel local a los extranjeros nacionalizados.